# Julio Jaramillo
Julio Alfredo Jaramillo Laurido (Guayaquil, 1º ottobre 1935 – Guayaquil, 8 febbraio 1978) è stato un cantante ecuadoriano; è considerato il più grande e popolare cantante del suo Paese.
La sua vita fu disordinata, contrassegnata dall'eccesso nel bere. Si sposò 5 volte, ebbe innumerevoli figli anche da altre donne, non rinnegò mai il suo carattere umile, si mostrava generoso con i vecchi amici, di fatto quando morì non restava granché della fortuna che aveva guadagnato. Fu popolarissimo in tutto il sudamerica e alla sua morte, sebbene lo stesso cantante aveva fatto sapere di non voler nessun omaggio postumo, la camera ardente fu visitata da circa 200.000 persone. Tra i suoi più grandi successi si ricordano "Nuestro juramento" e "Fatalidad".
Dopo la sua morte, il primo ottobre, giorno della sua nascita, venne denominato "Día del Pasillo Ecuatoriano"